# Leanid Čaraŭko
Leanid Aljaksevič Čaraŭko, accreditato come Leonid Cherevko dalla IAAF (in bielorusso Леанід Аляксевіч Чараўко?; 13 aprile 1974), è un ex discobolo bielorusso.

## Palmarès
| Anno | Manifestazione   | Sede              | Evento           | Risultato | Misura  | Note |
| ---- | ---------------- | ----------------- | ---------------- | --------- | ------- | ---- |
| 1993 | Europei juniores | San Sebastián     | Lancio del disco | Oro       | 54,98 m |      |
| 1998 | Europei          | Budapest          | Lancio del disco | 12º       | 59,13 m |      |
| 1999 | Mondiali         | Siviglia          | Lancio del disco | 18º       | 61,40 m |      |
| 2000 | Olimpiadi        | Sydney            | Lancio del disco | 33º       | 58,32 m |      |
| 2001 | Universiadi      | Pechino           | Lancio del disco | Argento   | 63,15 m |      |
| 2002 | Europei          | Monaco di Baviera | Lancio del disco | 8º        | 61,72 m |      |
| 2003 | Mondiali         | Parigi            | Lancio del disco | 12º       | 61,90 m |      |
| 2004 | Olimpiadi        | Atene             | Lancio del disco | 27º       | 57,98 m |      |